# Stauntonia trinervia
Stauntonia trinervia är en narrbuskeväxtart som beskrevs av Merrill. Stauntonia trinervia ingår i släktet Stauntonia och familjen narrbuskeväxter. Inga underarter finns listade i Catalogue of Life.